# النظرة الغامضة للفلامنغو
النظرة الغامضة للفلامنغو (بالإسبانية: La misteriosa mirada del flamenco) هو فيلم دراما عُرض عام 2025، من سيناريو وإخراج دييغو سيسبيديس في أول عمل روائي طويل له. الفيلم إنتاج دولي مشترك بقيادة تشيلي وبالاشتراك مع فرنسا وبلجيكا وإسبانيا وألمانيا. عُرض لأول مرة في قسم "نظرة ما" في النسخة 78 من مهرجان كان السينمائي حيث فاز بالجائزة الكبرى.

## القصة
تدور أحداث الفيلم في بلدة نائية يعمل سكانها في التعدين في شمال تشيلي عام 1984. ويركز الفيلم على قصة ليديا ذات ال12 ربيعًا، وهي تكافح الخوف والتحيز عندما يهدد مرض غامض عائلتها ومجتمعها المثلي.

## طاقم الممثلين
- تمارا كورتيس في دور ليديا
- ماتياس كاتالان في دور فلامنغو
- باولا ديناماركا في دور ماما بوا
- كلوديا كابيزاس
- لويس دوبو

## الانتاج
تعاون مخرج الفيلم دييغو مع مؤسسة سينيفونداسيون التابعة لمهرجان كان، بهدف تطوير فيلمه. وشارك مشروع الفيلم في "Ikusmira Berriak" سنة 2020، ضمن مهرجان سان سيباستيان السينمائي الدولي. وحقق فوز بجائزة مختبر تورينو للأفلام (TFL) عام 2020، وحصل على منحة إنتاج بقيمة 50 ألف يورو. وفي عام 2021، شاركت أيضًا في قمة المنتجين لمعهد صاندانس. في نوفمبر 2021، أفيد أن شركة الإنتاج الفرنسية Les Valseurs ستشارك في إنتاج الفيلم. ووقع الاختيار على الفيلم للمشاركة في سوق التمويل الضيق في البندقية لعام 2022. وأعلن عن أن شركة الإنتاج الألمانية Weydemann ستشارك في إنتاج الفيلم في مايو 2024. وفي أبريل 2025 أُعلن أن شركة Charades حصلت على حقوق بيع الفيلم دوليًا.

## الاستقبال

### الجوائز والترشيحات
| الجائزة / المهرجان   | تاريخ التكريم | الفئة            | مستلم الجائزة  | النتيجة | مرجع  |
| -------------------- | ------------- | ---------------- | -------------- | ------- | ----- |
| مهرجان كان السينمائي | 24 مايو 2025  | نظرة ما          | دييغو سيسبيديس | فوز     | [ 8 ] |
| مهرجان كان السينمائي | 24 مايو 2025  | السعفة الكويرية  | دييغو سيسبيديس | رُشِّح     | [ 9 ] |
| مهرجان كان السينمائي | 24 مايو 2025  | الكاميرا الذهبية | دييغو سيسبيديس | رُشِّح     | [ 9 ] |